# 李家河镇 (宣恩县)
李家河镇是中华人民共和国湖北省恩施土家族苗族自治州宣恩县下辖的一个镇。
2013年11月25日，湖北省民政厅批复同意撤销李家河乡，设立李家河镇。

## 行政区划
李家河镇下辖以下村级行政区划单位：
凤山村、二虎寨村、塘坊村、川大河村、老司城村、车子口村、八洲坝村、贾家沟村、波螺河村、金陵寨村、烂泥沟村、燕子溪村、青龙嘴村、麻阳村、茅坝村、干坝村、歪尖坡村、汤湾村、冉大河村、高桥村、老师沟村、茅坡村、箭竹坪村、中大塆村、板栗园村、利福田村、车道湾村、长塆村、司城村、头庄坪村、郭家坡村、楠木园村、柏子坳村、上洞坪村、下洞坪村、田幺坪村、黄柏园村、回龙村、冷草沟村和关洞坪村。